# Maricultura

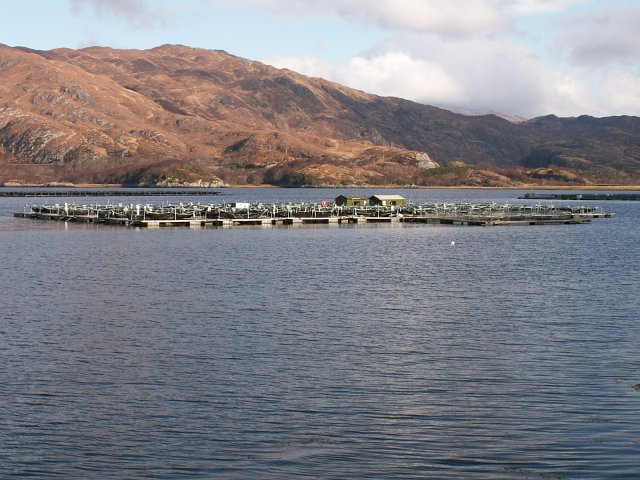
Jaulas de peces conteniendo salmón en Loch Ailort, Escocia.

La maricultura es una rama especializada de la acuicultura involucrada en el cultivo de organismos marinos para productos alimenticios en estructuras navales ubicadas en mar abierto, en una sección cerrada del océano, práctica que difiere de la Acuacultura tierras adentro, que emplea estanques o canales que se llenan con agua de zona intermareal. Un ejemplo de maricultura es el cultivo o granjas de peces marinos, ostras o algas en mar abierto o en la zona de costa. Esta actividad productiva requiere una metodología y análisis previo a su operación diferente a los estudios requeridos para sistemas de producción en granjas tierras adentro como el cultivo de peces y mariscos o algas en estanques de tierra. La Maricultura requiere estudios batimétricos, de corrientes, altura de olas, y conjuntamente con estos estudios, la evaluación de las estructuras navales de cultivo a emplear que serán seleccionadas según el organismo a cultivar. Los productos no alimenticios producidos por la maricultura incluyen: harina de pescado, agar nutritivo, joyas (por ejemplo, las perlas cultivadas), y cosméticos.
El desarrollo de la maricultura debe ser sostenido por la investigación básica y aplicada y por el desarrollo en campos importantes como la nutrición, la genética, sistemas de gestión, manipulación del producto, y socioeconomía. Una opción consiste en sistemas cerrados que no tienen interacción directa con el entorno local. Sin embargo, la inversión y los costos operativos son actualmente muy superiores a las jaulas abiertas, lo que limita a su papel actual como criaderos.
La acuicultura marina sostenible promete beneficios económicos y ambientales. La economía de escala implica que la ganadería puede producir peces a un costo menor que la pesca industrial, dando lugar a una mejor alimentación humana y la eliminación gradual de la pesca no sostenible. Los peces de maricultura también se consideran de mayor calidad que los peces criados en estanques o tanques, y ofrecen mayores opciones de especies. El suministro constante y control de calidad ha permitido la integración en los canales del mercado de alimentos.